# Trachylepis brevicollis
Espèce
Synonymes
- Euprepes brevicollis Wiegmann, 1837
- Mabuya brevicollis (Wiegmann, 1837)
- Euprepes pyrrhocephalus Wiegmann, 1837
- Mabuia pulchra Matschie, 1893

Trachylepis brevicollis est une espèce de sauriens de la famille des Scincidae.

## Répartition
Cette espèce se rencontre au Soudan, au Soudan du Sud, en Éthiopie, en Érythrée, en Somalie, au Kenya, en Ouganda, en Tanzanie, au Yémen, en Arabie saoudite et à Oman.

## Publication originale
- Wiegmann, 1837 : Herpetologische Notizen. Archiv für Naturgeschichte, vol. 3, p. 123-136 (texte intégral).